# Сиримський район
Сири́мський район (каз. Сырым ауданы, рос. Сырымский район) — адміністративна одиниця у складі Західноказахстанської області Казахстану. Адміністративний центр — село Жимпіти.

## Населення
Населення — 17369 осіб (2021; 21575 у 2009, 30569 у 1999, 34561 у 1989).

## Історія
У радянські часи район називався Джамбейтинським.

## Склад
До складу району входять 12 сільських округів:
| Поселення                         | Площа, км² | Населення, осіб (1989) | Населення, осіб (1999) | Населення, осіб (2009) | Населення, осіб (2021) | Центр      | Населені пункти |
| --------------------------------- | ---------- | ---------------------- | ---------------------- | ---------------------- | ---------------------- | ---------- | --------------- |
| Алгабаський сільський округ       | 1137,22    | 3721                   | 2895                   | 1954                   | 1361                   | Алгабас    | 3               |
| Аралтобинський сільський округ    | 1044,76    | 2325                   | 2146                   | 1343                   | 866                    | Аралтобе   | 2               |
| Буланський сільський округ        | 490,72     | 1452                   | 1317                   | 1001                   | 706                    | Булан      | 2               |
| Булдуртинський сільський округ    | 1131,80    | 3563                   | 3410                   | 2995                   | 2175                   | Булдурта   | 4               |
| Єлтайський сільський округ        | 729,56     | 1957                   | 1256                   | 742                    | 324                    | Таскудук   | 2               |
| Жетикольський сільський округ     | 1135,11    | 1969                   | 1785                   | 1373                   | 972                    | Косарал    | 2               |
| Жимпітинський сільський округ     | 1140,25    | 7947                   | 7645                   | 6088                   | 6959                   | Жимпіти    | 3               |
| Жосалинський сільський округ      | 1040,81    | 2084                   | 1984                   | 1153                   | 722                    | Конир      | 2               |
| Кособинський сільський округ      | 1027,34    | 2171                   | 1822                   | 1331                   | 1041                   | Кособа     | 2               |
| Саройський сільський округ        | 985,87     | 2306                   | 1831                   | 1086                   | 786                    | Шагирлой   | 2               |
| Талдибулацький сільський округ    | 873,15     | 1568                   | 1569                   | 1072                   | 632                    | Талдибулак | 2               |
| Шолаканкатинський сільський округ | 1151,84    | 3498                   | 2909                   | 1437                   | 825                    | Тоганас    | 4               |

## Найбільші населені пункти
Населені пункти з чисельністю населення понад 1000 осіб:
| № | Населений пункт | Населення, осіб (1989) | Населення, осіб (1999) | Населення, осіб (2009) | Населення, осіб (2021) |
| - | --------------- | ---------------------- | ---------------------- | ---------------------- | ---------------------- |
| 1 | Жимпіти         | 5713                   | 5774                   | 4931                   | 5931                   |
| 2 | Булдурта        | 2000                   | 1990                   | 1990                   | 1547                   |
| 3 | Алгабас         | 1681                   | 1835                   | 1347                   | 1200                   |